# Vogrinski časi
Vogrinski časi (s podnaslovom Pihalni orkester Vogrsko – 90 let) je album Pihalnega orkestra Vogrsko, ki je izšel ob 90-letnici sestava v samozaložbi na glasbeni CD plošči decembra 2022.

## O albumu
Album nosi naslov po istoimenski večstavčni skladbi (uvodni posnetki 1 do 4), ki jo je za to obletnico napisal skladatelj Rok Nemanič po zamisli dirigenta Nejca Kovačiča.
Zgleduje se po Vivaldijevih »Štirih letnih časih«, skozi značilne glasbene motive pa simbolno opisuje dogajanje in aktivnosti orkestra v različnih obdobjih leta.
V skladbi se predstavijo posamezni solisti, različne sekcije in pihalni orkester v celoti.
Posnet je bil v dvorani Angela Mlečnika v Kulturnem domu Bukovica novembra leta 2022.

## Seznam posnetkov
| CD              | CD                                   | CD              | CD      |
| Št.             | Naslov                               | Glasba          | Dolžina |
| --------------- | ------------------------------------ | --------------- | ------- |
| 1.              | „VOGRINSKI ČASI: 1. stavek: Zima‟    | R. Nemanič      | 3:50    |
| 2.              | „VOGRINSKI ČASI: 2. stavek: Pomlad‟  |                 | 3:32    |
| 3.              | „VOGRINSKI ČASI: 3. stavek: Poletje‟ |                 | 4:15    |
| 4.              | „VOGRINSKI ČASI: 4. stavek: Jesen‟   |                 | 4:04    |
| 5.              | „Illumination‟                       | D. Maslanka     | 5:33    |
| 6.              | „Zlatorog‟                           | V. Štrucl       | 3:10    |
| 7.              | „Nexus for the Future‟               | N. Wada         | 3:58    |
| Skupna dolžina: | Skupna dolžina:                      | Skupna dolžina: | 28:22   |

## Sodelujoči

### Pihalni orkester Vogrsko
- Nejc Kovačič – dirigent

- Vladimir Bensa – pikolo
- Lina Lazić – flavta
- Hana Lukežič – flavta
- Nika Uršič – flavta
- Hana Berginc – flavta
- Lucija Nemec – flavta

- Tina Saksida – klarinet
- Irena Gregorič – klarinet
- Gaja Ostanek – klarinet
- Martin Vižin – klarinet
- Nina Gregorič – klarinet
- Matija Melinc – klarinet
- Sofija Lisjak – klarinet
- Lien Komac – klarinet
- Kevin Juretič – klarinet
- Stojan Plahuta – klarinet
- Eva Kikelj – klarinet
- Aleksander Miklavec – klarinet
- Uroš Uršič – bas klarinet

- Petra Jarc – altovski saksofon
- Tina Čulo – altovski saksofon
- Ana Lipušček – altovski saksofon
- Ivana Velikanje – altovski saksofon
- Matevž Podgornik – tenorski saksofon
- Urban Šuligoj – baritonski saksofon

- Martin Petrovčič – trobenta
- Jure Fornazarič – trobenta
- Miloš Gregorič – trobenta
- Miha Lazić – trobenta
- Matej Špacapan – trobenta

- Jakob Gustinčič – francoski rog
- Liam Marc Baša – evfonij
- Leon Koršič – baritonska tuba
- Matija Mlakar – pozavna
- Sandi Cej – pozavna

- Blaž Pahor – klaviature
- Matjaž Zorn – tuba
- Matjaž Bajc – bas kitara

- Špela Saksida – tolkala
- Ivan Gorjan – tolkala
- Rene Furlan – tolkala
- Jakob Beltram – tolkala
- Gal Saksida – tolkala
- Uroš Nemanič – tolkala

### Produkcija
- Uroš Nemanič – miks, producent
- Jure Matoz – masteriranje
- Rok Nemanič – producent
- Nejc Kovačič – producent